# Елементарна теорія музики
Елементарна теорія музики — навчальний предмет, у якому подаються загальні відомості про нотний запис, основні елементи музики — звук, звукоряд, лади, тональності, співзвуччя, гами, інтервали, акорди, ритм, метр, розмір, темп, динаміка і т. д. Елементарну теорію музики вивчають у дитячих музичних школах, музичних і музично-педагогічних училищах, студіях тощо. З основними положеннями елементарної теорії музики ознайомлюються учні загальноосвітніх шкіл.